# Rhythm Heaven
Rhythm Heaven, znana kot Rhythm Tengoku Gold na Japonskem, Rhythm Paradise v Evropi in Rhythm World v Koreji, je ritmična videoigra, ki jo je Nintendo razvil in izdal za Nintendo DS. To je druga igra v seriji Rhythm Heaven in prva, ki je izšla po vsem svetu, po naslovu Rhythm Tengoku, ki je izšel samo na Japonskem za Game Boy Advance, nasledila pa sta ga Rhythm Heaven Fever za Wii in Rhythm Heaven Megamix za Nintendo 3DS . Igra je izšla na Japonskem 31. julija 2008, v Severni Ameriki 5. aprila 2009, v Evropi 1. maja 2009 in v Avstraliji 4. junija 2009.
Za razliko od predhodnika, ki se igra z gumbi na GBA, se Rhythm Heaven igra z zaslonom na dotik, pri čemer se DS drži navpično, podobno kot knjiga. Skozi igro igralci uporabljajo pisalo za igranje številnih ritmičnih ravni, znanih kot Rhythm Games, vsaka s svojimi posebnimi pravili. Uporabljene kontrole vključujejo dotikanje zaslona na dotik, držanje pisala na zaslonu, vlečenje po zaslonu in brisanje z zaslona. Miniigra s kitaro v pozni fazi igre, znana kot Rockers 2, skupaj z odklenljivimi lekcijami kitare vključuje tudi uporabo ramenskih gumbov na DS za upogibanje not kitare.
Petdeset ritmičnih iger v igri je razdeljenih na deset sklopov, od katerih vsak vsebuje štiri ritmične igre in tematsko raven Remix, ki združuje prejšnje igre (ali več) v eno pesem. V vsaki ritmični igri mora igralec poskušati slediti ritmu skozi celotno raven. Več ritmičnih iger ima nadaljevalne ravni v kasnejših sklopih, ki uporabljajo enako mehaniko kot njihovi predhodniki, vendar imajo večjo težavnost in v nekaterih primerih uvajajo nove vzorce. Večina nivojev igralcu omogoča vajo, preden poskusi dokončati igro, izjeme so stopnje Remix in nekatere nadaljevalne igre (in sicer tiste, ki vključujejo prej nevidene vzorce).
Igralec na koncu igre dobi uvrstitev, odvisno od tega, kako dobro se je odrezal, ki se giblje od »Poskusi znova« za slabo predstavo do »Odlično«, če stopnjo zaključi z malo ali nič zgrešenimi potezami. Za dokončanje ritmične igre in napredovanje na naslednjo raven mora igralec doseči uvrstitev »Samo v redu« ali »V redu«. Z uvrstitvijo »Odlično« v vsaki ritmični igri igralci prejmejo medalje, ki odklenejo bonus vsebino, kot so neskončne igre, ritmične igrače in lekcije kitare. Včasih je lahko ritmična igra, za katero je igralec prejel oceno Odlično, naključno izbrana za popoln poskus. Ti poskusi, ki se v meniju pojavijo le trikrat, preden se premaknejo drugam, zahtevajo, da igralec ritmično igro dokonča popolno, ne da bi naredil napake. Zaključen popoln poskus prinese več bonus funkcij v kavarni, kot so listi pesmi in besedila.
Čeprav je igra samodejno nastavljena za igranje v načinu za desničarje, obstaja tudi način za levičarje.
Igra Rhythm Heaven uporablja originalno glasbo, ki sta jo napisala Tsunku in Masami Yone, vokale pa so prispevali izvajalci skupine TNX, vključno s Canary Club, the Possible in samim Tsunkujem (ki je naveden kot Occama[2]). Te vokale so za zahodno različico v angleščino ponovno posneli drugi vokalisti (predvsem Ayaka Nagate, nekdanja članica skupine Coconuts Musume, ki jo je produciral Tsunku), prav tako pa tudi nekatere glasovne namige. Obstajali so načrti za vključitev japonskih pesmi v razdelek predvajalnika glasbe, vendar so jih zaradi prostorskih omejitev kmalu odstranili. Albumi z glasbo za igro so bili izdani na Japonskem, ne pa tudi v Severni Ameriki. Evropska različica je bila v celoti prevedena v španščino, angleščino, francoščino, nemščino in italijanščino, vključno z vokali v ritmičnih igrah Fan Club, The Dazzles, Frog Hop, Karate Man in Airboarder.

Igro Rhythm Heaven je razvil Nintendo SP&D1 s pomočjo Tsunkuja, glasbenega producenta, oba pa sta sodelovala tudi pri originalnem Rhythm Tengoku. Zasnova igre se pripisuje Nintendovemu programerju Kazuyoshiju Osawi, ki je pred tem delal na naslovih Metroid in WarioWare.[3][4]
Razvoj igre za ekipo "ni bil enostaven". Osawi ni bila všeč ideja o uporabi gumbov, zato je razmišljal o mehaniki upravljanja, ki bi vključevala zaslon na dotik. Možnost dotika roba zaslona na dotik je bila obravnavana, vendar se je izkazalo, da je pretežka.
Ekipa se je morala "malo navaditi" na akcijo Flick, saj so jo morali prilagoditi igralcu, dokler niso ugotovili, da bi ji, če bi jo združili z glasbo, dali "dober občutek za čas". Akcija Flick jim je vzela približno "dva do tri mesece" za raziskovanje in "šest mesecev", da so jo sčasoma prilagodili igri. Tsunkuju je bila ideja o akciji Flick zelo všeč, ne glede na dolg čas prilagajanja. Takrat se mu je porodila ideja za Frog Hop, ki je postala ena prvih iger, narejenih za Rhythm Heaven. Podobno kot pri mnogih drugih igrah so se ob izdaji igre (in njenih nadaljevanj) po vsem svetu pojavljale različne razlike med regijami.

Igra Rhythm Heaven za Wii, Rhythm Heaven Fever, je nasledila to različico; predsednik Nintenda Satoru Iwata je v igri videl potencial v dnevnih sobah ljudi. Odgovoril je: »Ko vidiš druge, kako igrajo igro, in opaziš, da jim manjka popolnega ritma, je lahko tudi presenetljivo zabavno.«[26]
Šest let pozneje je bila za Nintendo 3DS izdana še ena igra Rhythm Heaven z naslovom Rhythm Heaven Megamix. Vsebuje igre iz dela za DS, pa tudi ritmične igre iz Fever in originalnega Rhythm Tengoku, skupaj s povsem novimi, kot so Pajama Party, Blue Bear, Tongue Lashing itd. (kot tudi novejše različice starejših, kot so Super Samurai Slice, Karate Man Senior in Cosmic Rhythm Rally).[potreben citat]
Igra Rhythm Heaven se pogosto omenja tudi v serijah WarioWare in Super Smash Bros.[potreben citat]
Marca 2025 je Nintendo napovedal novo igro Rhythm Heaven, Rhythm Heaven Groove. Igra bo izšla leta 2026.